# 爾氏小指蝦蛄
爾氏小指蝦蛄（学名：Gonodactylellus erdmanni）为指蝦蛄科小指蝦蛄屬下的一个种。